# Sybota atlantica
Sybota atlantica är en spindelart som beskrevs av Cristian J. Grismado 200. Sybota atlantica ingår i släktet Sybota och familjen krusnätsspindlar. Inga underarter finns listade i Catalogue of Life.